# Sideridis mojave
Trichoclea mojave là một loài bướm đêm trong họ Noctuidae.